# Михайловские Выселки (Владимир)
Михайловские Выселки, Михайловские выселки, Михайловский выселок — упразднённая в 1928 году деревня (бывший выселок деревни Михайловка), вошедшая в состав города Владимир, административного центра Владимирской области России. На год упразднения входила во Владимирский район Ивановской промышленной области. Современная Михайловская улица Владимира, в 1930-е годы также и Михайловский переулок.

## Топоним
Название восходит к храму Михаила-Архангела в селе Красном, также вошедшем в городскую черту в 1957 году. 

## История
До 1928 года входил во Владимирский уезд Владимирской губернии.
13 августа 1928 г. решением расширенного бюро комсекции Михайловские выселки были включены в черту Владимира и получили название «улица Михайловская».

## Транспорт
Стояла на Суздальской дороге, ведущей из Владимира в Суздаль.